# 秦野 (小惑星)
秦野（はだの、39799 Hadano）は、小惑星帯の小惑星。神奈川県秦野市のアマチュア天文家、浅見敦夫により発見された。
発見された観測所のある秦野市から命名された。